# Corycium microglossum
Corycium microglossum är en orkidéart som beskrevs av John Lindley. Corycium microglossum ingår i släktet Corycium, och familjen orkidéer. Inga underarter finns listade i Catalogue of Life.